# Arp 177
Arp 177 ist ein interagierendes Galaxienpaar im Sternbild Bärenhüter, das etwa 450 Mio. Lichtjahre von der Milchstraße entfernt ist. Halton Arp gliederte seinen Katalog ungewöhnlicher Galaxien nach rein morphologischen Kriterien in Gruppen. Diese Galaxie gehört zu der Klasse Galaxien mit schmalen Gegenarmen.